# Реформы календаря России до XVIII века
В дохристианские времена в Руси был лунно-солнечный календарь с 19-летним лунным циклом. Пример применения на территории нашей страны лунного календаря в древности:"В качестве примера приведу своеобразные орнаментированные костяные дощечки или таблички с одним овальным, другим усеченным концом, найденные у кистей правых рук двух погребений Балановского могильника на Средней Волге, относящегося ко второй четверти II тысячелетия до н.э. На маленькой дощечке мы видим пять сквозных отверстий, на большой — семь; с их помощью эти таблички прикреплялись, вероятно, к рукаву. Обе дощечки покрыты с одной стороны орнаментом. На маленькой дощечке имеется семь поперечных линий, на большей — по 14 поперечных петель вдоль каждого края. Вряд ли эти числа случайны. Они могут свидетельствовать о священном значении числа 7, обозначающем одну из четырех фаз луны. Если это так, то поперечные линии на маленькой дощечке обозначают одну четверть лунного цикла, а 28 петель на большой дощечке — все четыре фазы луны, т. е. полный лунный месяц. При этом с какой бы стороны ни считать (а считать следует с правого столбца, по движению луны), сверху вниз первый день обозначается маленькой петлей, соответствующей нарождающемуся месяцу, затем, по мере роста месяца, петли увеличиваются в размерах до самых крупных 12-й, 13-й и 14-й, затем переходят на ущербную половину и уже снизу вверх постепенно уменьшаются в размерах, так же, как уменьшается и ущербленная луна."

### Появление церковного юлианского календаря.
С приходом христианства уже в XI веке по письменным источникам таким как "Остромирово Евангелие" 1056 - 1057 гг. появился в христианских общинах юлианский календарь с сентябрьским стилем: "Суббота 1 начаток новому лету", запись приходится после подсчёта недель в от Пасхи на месяц сентябрь, "Сборник церковый. И начинается от месяца септября до месяца авгоста. Рекомаго зарева.". Гражданский календарь был по прежнему лунно-солнечный, на это указывает цитата: "С 1347 года начали праздновать начало всего года на Семён день, т.е. 1 Сентября, а прежде того с неизвестных времён праздновали Новый год с 25 числа Марта.". Стилем гражданского календаря был ультрамартовский:"Н. В. Степанов обратил внимание на близость нашего ультрамартовского стиля к стилю летосчисления византийской так называемой Пасхальной хроники. Хроника, заканчивающаяся сообщениями о 629 г., составлена вскоре после этого года. Это древнейший из тех памятников греческой письменности, в которых нашла применение византийская эра летосчисления. В отличие от последующих хроник, применявших византийскую же эру, Пасхальная хроника начинает год не 1 сентябрем, а 21 марта, причем, как отметил Н. В. Степанов, мартовский год Хроникой начинается не после, а раньше соответствующего (по- обозначению) византийского сентябрьского года. Таким образом, отношение года Хроники к сентябрьскому году почти совпадает с отношением нашего ультрамартовского года, не мартовского." Лунная часть старого календаря нужна будет и в будущем для вычисления Пасхи и других подвижных праздников церкви.

### Реформа 1343/6851 года/лета.

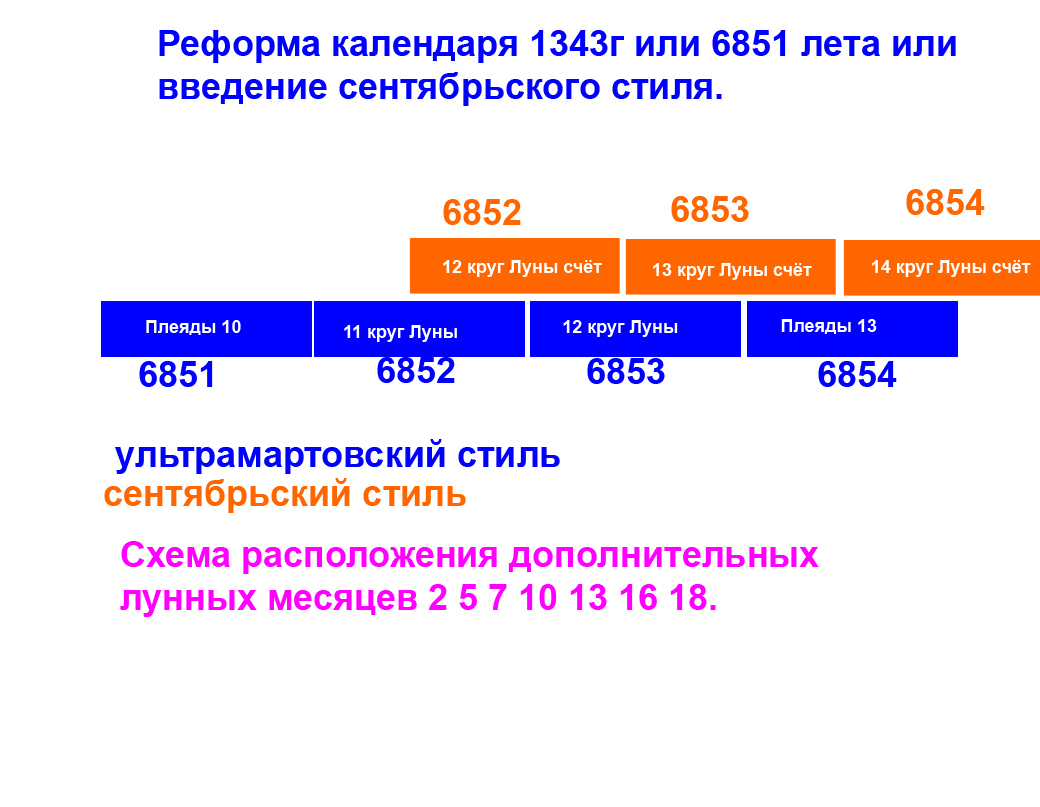
Схема календарной реформы 1343 года

Всеобщий переход на сентябрьский стиль, за исключением некоторых областей. Об этом говорит и предыдущая цитата про 1347 год и "Руководство к пасхалии" 1853 года, утверждённое Московской Духовной Академией, стр. 11-12 :"В России до 1343 года первым считался Март [Россий. Истор. Татищ. Кн. VIII. отд. V.], а на Соборе, бывшем в сем году, определено считать по примеру Александрийской Церкви, начальным Сентябрь." Некоторые области не перешли на сентябрьский стиль и юлианский календарь:"Деление года на 13 месяцев отмечено русскими путешественниками XVII - XVIII веков у многих тюркских народов, включая и народы Сибири (сагайцы, алтайцы, черневые татары, чулымские татары и др.) В наше время факт применения лунно-солнечного календаря у татар можно востановить только из воспоминаний стариков. Многие старики помнят о лунно-солнечном календаре с 13-м вставным месяцем. О том как производить эти произвольные вставки, было известно ещё с древнейших времён: <<если в первый день нисана (апреля) Луна в соединении с Плеядами - год простой; если на третий день нисана Луна в соединении с Плеядами, год полный (13 месячный)>>. Такой счёт лет преимущественно был распространём среди крещённых татар и других народов, живших в Казанской губернии. Так, например, в древнем чувашском календаре вставлялся дополнительный тринадцатый месяц. А. Фукс, вспоминая о своём путешествии {примерно 1837 год} к чувашам, писала: <<Новый год начинают чуваши с наступлением зимы, и разделяют на 13 месяцев, неделя у них имеет также 7 дней, но место воскресенья занимает у них пятница >>."

### Реформа 1549/7057 года/лета.

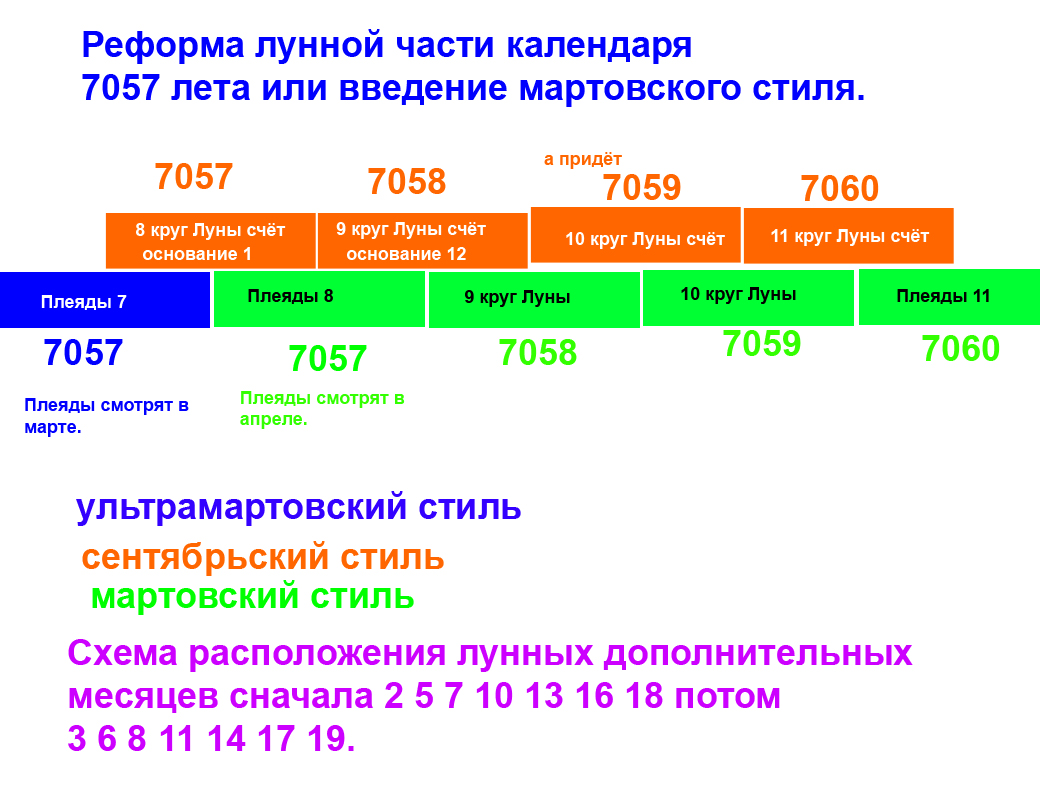
Схема календарной реформы 1549 года.

Ультрамартовский стиль сменяется мартовским, система Луна - Плеяды переходит на новую схему расположения дополнительных лунных месяцев. Про эту реформу рассказывает источник следующее:"В лето 7058-го, а основание 12 и ты помни да возьми прошедшее лето, а основание первое да приложи к тому. 12 месяцей ино будет с первым в коупе всех 13, то есть и основание на весь год 13, а не 12. А придёт лето 7059-е с марта ино прошедшаго лета основание 13 да приложи к тому 12 месяцей с марта пред идущих ино будет всех 25, то есть основание соущее на весь год." Эту реформу показывают таблицы 19 кругов "церковной-расчётной" Луны.Таблица 19 кругов "церковной" Луны для 17-часовых часов была пересчитана из 15-часовой более ранней подобной таблицы, некоторые данные похожи. Об этом говорят и границы кругов Луны, которые остались прежними. В 15-часовой таблице видно, что границы сделаны под схему 2,5,7,10,13,16,18 длинных лунных годов, это видно по кол-ву "роженов" в каждом круге Луны. Но в 17-часовой таблице, пусть и со старыми границами, видно, что она сделана под схему 3,6,8,11,14,17,19 по расположению мулизм - добавочных месяцев в 30 дней. В 15-часовой добавочные месяцы были разбросаны по-другому. При переходе на мартовский стиль нумерации лунных годов стали соответствовать остатками от деления их на 19 нумерациям кругов Луны.

### Реформа 1699/7208 года/лета.

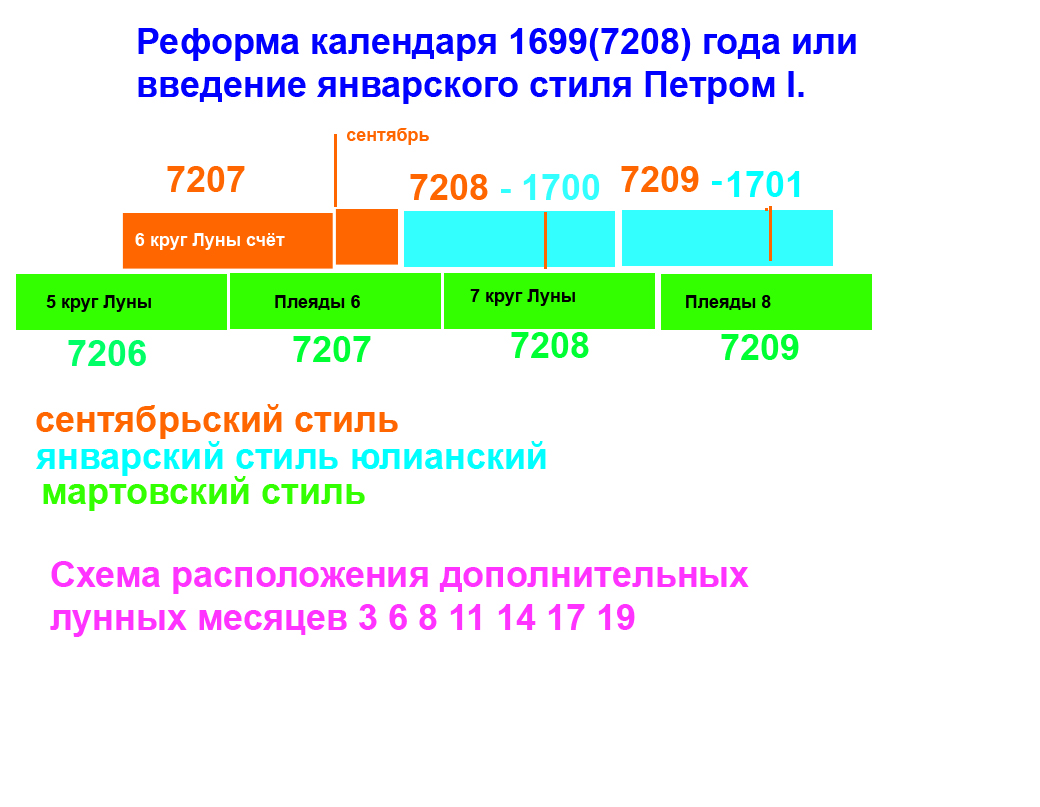
Схема календарной реформы 1699 года.

Сентябрьский стиль сменяется январским, летоисчисление от сотворение мира заменяется от рождества. Здесь разница 5509 потому, что реформа происходила точно после сентября. Здесь основным источником для понимания реформы служат указы:
19 декабря 7208 лета "О писании впредь Генваря с 1 числа 1700 года во всех бумагах лета от Рождества Христова, а не от сотворения мира."
"... а год спустя Генваря с 1 числа с предбудущаго 7209 году писать от Рождества Христова Генваря с 1 числа 1701 года ..."
20 декабря 7208 лета "О праздновании Новаго года."